# Inside Out (Karmin)
Inside Out è il primo EP del duo statunitense Karmin. L'album è stato pubblicato il 10 maggio 2010.

## Tracce
1. Let It Go – 3:23
2. Inside Out – 3:54
3. Let's Get Lost – 3:21
4. Little Bit Crazy – 3:37